# Liste des églises du Finistère
La liste des églises du Finistère recense de la manière la plus complète possible les églises, cathédrales et basiliques situées dans le département français du Finistère .
Toutes sont situées dans le diocèse de Quimper et Léon.
La commune de Saint-Martin-des-Champs ne comprend pas d'église.

## Classement
Le classement ci-après se fait par commune selon l'ordre alphabétique.
Il est fait état des diverses protections dont elles peuvent bénéficier, et notamment les inscriptions et classements au titre des monuments historiques.

## Liste
| Église                                                                    | Commune                     | Adresse                       | Coordonnées                        | Notice         | Protection     | Date            | Illustration                                                              |
| ------------------------------------------------------------------------- | --------------------------- | ----------------------------- | ---------------------------------- | -------------- | -------------- | --------------- | ------------------------------------------------------------------------- |
| Église Saint-Pierre-et-Saint-Paul d'Argol                                 | Argol                       |                               | 48° 14′ 47″ nord, 4° 19′ 01″ ouest | « PA00089823 » | Classé         | 1914            | Église Saint-Pierre-et-Saint-Paul d'Argol                                 |
| Église Saint-Pierre-aux-Liens d'Arzano                                    | Arzano                      |                               | 47° 54′ 03″ nord, 3° 26′ 34″ ouest |                |                |                 | Église Saint-Pierre-aux-Liens d'Arzano                                    |
| Église Saint-Joseph d'Audierne                                            | Audierne                    |                               | 48° 01′ 20″ nord, 4° 32′ 37″ ouest |                |                |                 | Église Saint-Joseph d'Audierne                                            |
| Église Saint-Raymond                                                      | Audierne                    |                               | 48° 01′ 22″ nord, 4° 32′ 29″ ouest | « PA00089824 » | Inscrit        | 1932            | Église Saint-Raymond                                                      |
| Église Saint-Onneau d'Esquibien                                           | Audierne                    |                               | 48° 01′ 28″ nord, 4° 33′ 45″ ouest | « PA00089924 » | Inscrit        | 1925            | Église Saint-Onneau d'Esquibien                                           |
| Église Notre-Dame-de-Folgoët de Bannalec                                  | Bannalec                    |                               | 47° 55′ 58″ nord, 3° 41′ 53″ ouest | « PA00089828 » | Inscrit        | 1926            | Église Notre-Dame-de-Folgoët de Bannalec                                  |
| Église Saint-Pierre-aux-Liens de Baye                                     | Baye                        |                               | 47° 51′ 29″ nord, 3° 36′ 18″ ouest |                |                |                 | Église Saint-Pierre-aux-Liens de Baye                                     |
| Église Notre-Dame-de-la-Mer de Bénodet                                    | Bénodet                     |                               | 47° 52′ 30″ nord, 4° 06′ 18″ ouest |                |                |                 | Image manquante Téléverser                                                |
| Église Saint-Thomas de Bénodet                                            | Bénodet                     |                               | 47° 52′ 35″ nord, 4° 06′ 55″ ouest | « PA00089831 » | Inscrit        | 1928            | Église Saint-Thomas de Bénodet                                            |
| Église Saint-Pierre de Berrien                                            | Berrien                     |                               | 48° 24′ 12″ nord, 3° 45′ 09″ ouest | « PA00089833 » | Classé         | 1915            | Église Saint-Pierre de Berrien                                            |
| Église Notre-Dame de la Clarté (Saint-Budoc)                              | Beuzec-Cap-Sizun            |                               | 48° 04′ 33″ nord, 4° 30′ 41″ ouest | « PA00089835 » | Classé         | 1937            | Église Notre-Dame de la Clarté (Saint-Budoc)                              |
| Église Notre-Dame de Bodilis                                              | Bodilis                     |                               | 48° 31′ 50″ nord, 4° 06′ 59″ ouest | « PA00089839 » | Classé         | 1910            | Église Notre-Dame de Bodilis                                              |
| Église Saint-Pierre-aux-Liens de Bohars                                   | Bohars                      |                               | 48° 25′ 43″ nord, 4° 30′ 56″ ouest |                |                |                 | Église Saint-Pierre-aux-Liens de Bohars                                   |
| Église Notre-Dame-et-Saint-Guennal de Bolazec                             | Bolazec                     |                               | 48° 26′ 37″ nord, 3° 35′ 02″ ouest |                |                |                 | Église Notre-Dame-et-Saint-Guennal de Bolazec                             |
| Église Saint-Eutrope-et-Saint-Isidore de Botmeur                          | Botmeur                     |                               | 48° 23′ 00″ nord, 3° 55′ 09″ ouest |                |                |                 | Église Saint-Eutrope-et-Saint-Isidore de Botmeur                          |
| Église Saint-Georges de Botsorhel                                         | Botsorhel                   |                               | 48° 31′ 37″ nord, 3° 38′ 29″ ouest |                |                |                 | Église Saint-Georges de Botsorhel                                         |
| Église Notre-Dame de Bourg-Blanc                                          | Bourg-Blanc                 |                               | 48° 29′ 58″ nord, 4° 30′ 20″ ouest | « PA00089841 » | Classé         | 1916            | Église Notre-Dame de Bourg-Blanc                                          |
| Église Notre-Dame-et-Saint-Tugen de Brasparts                             | Brasparts                   |                               | 48° 18′ 04″ nord, 3° 57′ 24″ ouest | « PA00089843 » | Classé         | 1914            | Église Notre-Dame-et-Saint-Tugen de Brasparts                             |
| Église Notre-Dame de Brélès                                               | Brasparts                   |                               | 48° 28′ 40″ nord, 4° 42′ 53″ ouest |                |                |                 | Église Notre-Dame de Brélès                                               |
| Église Notre-Dame de Brennilis                                            | Brennilis                   |                               | 48° 21′ 25″ nord, 3° 51′ 02″ ouest | « PA00089846 » | Classé         | 1914            | Église Notre-Dame de Brennilis                                            |
| Église de Bellevue                                                        | Brest                       |                               | 48° 24′ 10″ nord, 4° 30′ 16″ ouest |                |                |                 | Église de Bellevue                                                        |
| Église Saint-Louis de Brest                                               | Brest                       |                               | 48° 23′ 20″ nord, 4° 29′ 26″ ouest |                |                |                 | Image manquante Téléverser                                                |
| Église Saint-Luc de Brest                                                 | Brest                       |                               | 48° 24′ 07″ nord, 4° 29′ 01″ ouest |                |                |                 | Image manquante Téléverser                                                |
| Église Saint-Martin de Brest                                              | Brest                       |                               | 48° 23′ 43″ nord, 4° 28′ 49″ ouest |                |                |                 | Église Saint-Martin de Brest                                              |
| Église Saint-Sauveur de Brest                                             | Brest                       |                               | 48° 22′ 57″ nord, 4° 30′ 04″ ouest |                |                |                 | Église Saint-Sauveur de Brest                                             |
| Église Sainte-Thérèse-du-Landais de Brest                                 | Brest                       |                               | 48° 23′ 22″ nord, 4° 30′ 33″ ouest |                |                |                 | Image manquante Téléverser                                                |
| Église Saint-Laurent de Lambézellec                                       | Brest                       |                               | 48° 24′ 59″ nord, 4° 29′ 34″ ouest |                |                |                 | Église Saint-Laurent de Lambézellec                                       |
| Église Saint-Pierre de Briec                                              | Briec                       |                               | 48° 06′ 08″ nord, 3° 59′ 59″ ouest |                |                |                 | Église Saint-Pierre de Briec                                              |
| Église Saint-Rémi                                                         | Camaret-sur-Mer             |                               | 48° 16′ 24″ nord, 4° 35′ 48″ ouest |                |                |                 | Église Saint-Rémi                                                         |
| Église Saint-Carantec de Carantec                                         | Carantec                    |                               | 48° 40′ 08″ nord, 3° 54′ 52″ ouest | « PA00089857 » | Inscrit        | 1968            | Église Saint-Carantec de Carantec                                         |
| Église Saint-Trémeur de Carhaix                                           | Carhaix-Plouguer            |                               | 48° 16′ 38″ nord, 3° 34′ 30″ ouest | « PA00089862 » | Classé         | 1921            | Église Saint-Trémeur de Carhaix                                           |
| Église Saint-Pierre de Plouguer                                           | Carhaix-Plouguer            |                               | 48° 16′ 39″ nord, 3° 34′ 42″ ouest | « PA00089861 » | Classé         | 1914            | Église Saint-Pierre de Plouguer                                           |
| Église Saint-Jérôme de Cast                                               | Cast                        |                               | 48° 09′ 28″ nord, 4° 08′ 19″ ouest | « PA00089866 » | Classé         | 1916            | Église Saint-Jérôme de Cast                                               |
| Église Saint-Idunet de Châteaulin                                         | Châteaulin                  |                               | 48° 11′ 42″ nord, 4° 05′ 35″ ouest |                |                |                 | Église Saint-Idunet de Châteaulin                                         |
| Église Saint-Julien-et-Notre-Dame de Châteauneuf-du-Faou                  | Châteauneuf-du-Faou         |                               | 48° 11′ 13″ nord, 3° 48′ 45″ ouest |                |                |                 | Église Saint-Julien-et-Notre-Dame de Châteauneuf-du-Faou                  |
| Église Saint-Clet de Cléden-Cap-Sizun                                     | Cléden-Cap-Sizun            |                               | 48° 02′ 53″ nord, 4° 38′ 51″ ouest | « PA00089869 » | Inscrit        | 1930            | Église Saint-Clet de Cléden-Cap-Sizun                                     |
| Église Notre-Dame-de-l'Assomption de Cléden-Poher                         | Cléden-Poher                |                               | 48° 14′ 08″ nord, 3° 40′ 11″ ouest | « PA00089871 » | Classé         | 1983            | Église Notre-Dame-de-l'Assomption de Cléden-Poher                         |
| Église Saint-Pierre de Cléder                                             | Cléder                      |                               | 48° 39′ 47″ nord, 4° 06′ 09″ ouest |                |                |                 | Église Saint-Pierre de Cléder                                             |
| Église Notre-Dame de Clohars-Carnoët                                      | Clohars-Carnoët             |                               | 47° 47′ 47″ nord, 3° 35′ 09″ ouest |                |                |                 | Image manquante Téléverser                                                |
| Église Saint-Hilaire de Clohars-Fouesnant                                 | Clohars-Fouesnant           |                               | 47° 53′ 52″ nord, 4° 04′ 02″ ouest | « PA00089883 » | Classé         | 1938            | Église Saint-Hilaire de Clohars-Fouesnant                                 |
| Église Saint-Blaise du Cloître-Pleyben                                    | Le Cloître-Pleyben          |                               | 48° 15′ 30″ nord, 3° 53′ 28″ ouest |                |                |                 | Église Saint-Blaise du Cloître-Pleyben                                    |
| Église Notre-Dame du Cloître-Saint-Thégonnec                              | Le Cloître-Saint-Thégonnec  |                               | 48° 28′ 51″ nord, 3° 47′ 41″ ouest |                |                |                 | Église Notre-Dame du Cloître-Saint-Thégonnec                              |
| Église Notre-Dame-des-Sept-Douleurs de Coat-Méal                          | Coat-Méal                   |                               | 48° 30′ 32″ nord, 4° 32′ 29″ ouest | « PA00089885 » | Inscrit        | 1937            | Église Notre-Dame-des-Sept-Douleurs de Coat-Méal                          |
| Église Notre-Dame de Collorec                                             | Collorec                    |                               | 48° 17′ 10″ nord, 3° 46′ 29″ ouest |                |                |                 | Église Notre-Dame de Collorec                                             |
| Église Saint-Tugdual de Combrit                                           | Combrit                     |                               | 47° 53′ 14″ nord, 4° 09′ 22″ ouest |                |                |                 | Église Saint-Tugdual de Combrit                                           |
| Église Saint-Derrien de Commana                                           | Commana                     |                               | 48° 24′ 49″ nord, 3° 57′ 23″ ouest |                |                |                 | Église Saint-Derrien de Commana                                           |
| Église Saint-Budoc de Beuzec-Conq                                         | Concarneau                  |                               | 47° 53′ 20″ nord, 3° 54′ 07″ ouest |                |                |                 | Église Saint-Budoc de Beuzec-Conq                                         |
| Église Sainte-Anne de Concarneau (dite église du Passage)                 | Concarneau                  |                               | 47° 52′ 12″ nord, 3° 54′ 28″ ouest |                |                |                 | Image manquante Téléverser                                                |
| Église Saint-Cœur-de-Marie de Concarneau (détruite en 1994-1995)          | Concarneau                  |                               | 47° 52′ 22″ nord, 3° 55′ 08″ ouest |                |                |                 | Église Saint-Cœur-de-Marie de Concarneau (détruite en 1994-1995)          |
| Ancienne église Saint-Guénolé de Concarneau                               | Concarneau                  |                               | 47° 52′ 22″ nord, 3° 54′ 46″ ouest |                |                |                 | Ancienne église Saint-Guénolé de Concarneau                               |
| Nouvelle église Saint-Guénolé de Concarneau                               | Concarneau                  |                               | 47° 52′ 23″ nord, 3° 55′ 09″ ouest |                |                |                 | Image manquante Téléverser                                                |
| Église Notre-Dame-de-Lorette de Lanriec                                   | Concarneau                  |                               | 47° 52′ 10″ nord, 3° 53′ 03″ ouest | « PA00089892 » | Inscrit        | 1968            | Église Notre-Dame-de-Lorette de Lanriec                                   |
| Église Notre-Dame-de-Confort de Meilars                                   | Confort-Meilars             |                               | 48° 03′ 02″ nord, 4° 25′ 39″ ouest | « PA00090110 » | Classé         | 1914            | Église Notre-Dame-de-Confort de Meilars                                   |
| Église Saint-Meilhars de Meilars                                          | Confort-Meilars             |                               | 48° 02′ 38″ nord, 4° 25′ 41″ ouest |                |                |                 | Église Saint-Meilhars de Meilars                                          |
| Église Sainte-Croix du Conquet                                            | Le Conquet                  |                               | 48° 21′ 50″ nord, 4° 46′ 53″ ouest | « PA29000075 » | Inscrit        | 2013            | Église Sainte-Croix du Conquet                                            |
| Église Saint-Pierre-et-Saint-Paul de Coray                                | Coray                       |                               | 48° 03′ 39″ nord, 3° 49′ 51″ ouest |                |                |                 | Église Saint-Pierre-et-Saint-Paul de Coray                                |
| Église Saint-Pierre de Crozon                                             | Crozon                      |                               | 48° 14′ 48″ nord, 4° 29′ 23″ ouest |                |                |                 | Église Saint-Pierre de Crozon                                             |
| Église Notre-Dame-de-Gwel-Mor de Morgat (détruite en 2019)                | Crozon                      |                               | 48° 13′ 31″ nord, 4° 30′ 12″ ouest |                |                |                 | Image manquante Téléverser                                                |
| Église abbatiale Notre-Dame de Daoulas                                    | Daoulas                     |                               | 48° 21′ 44″ nord, 4° 15′ 57″ ouest |                |                |                 | Église abbatiale Notre-Dame de Daoulas                                    |
| Église Sainte-Marie-Madeleine de Dinéault                                 | Dinéault                    |                               | 48° 13′ 12″ nord, 4° 09′ 57″ ouest |                |                |                 | Église Sainte-Marie-Madeleine de Dinéault                                 |
| Église Sainte-Nonne de Dirinon                                            | Dirinon                     |                               | 48° 23′ 53″ nord, 4° 16′ 09″ ouest | « PA00089908 » | Classé         | 1916            | Église Sainte-Nonne de Dirinon                                            |
| Église du Sacré-Cœur de Douarnenez                                        | Douarnenez                  |                               | 48° 05′ 42″ nord, 4° 19′ 48″ ouest |                |                |                 | Image manquante Téléverser                                                |
| Église Saint-Herlé de Ploaré                                              | Douarnenez                  |                               | 48° 05′ 11″ nord, 4° 19′ 18″ ouest | « PA00089913 » | Classé         | 1910            | Église Saint-Herlé de Ploaré                                              |
| Église Saint-Jacques de Pouldavid                                         | Douarnenez                  |                               | 48° 04′ 36″ nord, 4° 20′ 00″ ouest | « PA00135264 » | Inscrit        | 1995            | Église Saint-Jacques de Pouldavid                                         |
| Église Saint-Joseph de Tréboul                                            | Douarnenez                  |                               | 48° 05′ 55″ nord, 4° 20′ 34″ ouest |                |                |                 | Image manquante Téléverser                                                |
| Église Saint-Drien du Drennecl                                            | Le Drennec                  |                               | 48° 32′ 02″ nord, 4° 22′ 12″ ouest |                |                |                 | Église Saint-Drien du Drennecl                                            |
| Église Saint-Edern d'Edern                                                | Edern                       |                               | 48° 06′ 14″ nord, 3° 58′ 39″ ouest |                |                |                 | Église Saint-Edern d'Edern                                                |
| Église Saint-Gilles d'Elliant                                             | Elliant                     |                               | 47° 59′ 43″ nord, 3° 53′ 28″ ouest | « PA00089918 » | Classé         | 1924            | Église Saint-Gilles d'Elliant                                             |
| Église Saint-Guinal d'Ergué-Gabéric                                       | Ergué-Gabéric               |                               | 47° 59′ 47″ nord, 4° 01′ 37″ ouest | « PA00089922 » | Classé         | 1939            | Église Saint-Guinal d'Ergué-Gabéric                                       |
| Église Saint-Sauveur du Faou                                              | Le Faou                     |                               | 48° 17′ 44″ nord, 4° 10′ 52″ ouest | « PA00089925 » | Inscrit        | 3 juin 1932     | Église Saint-Sauveur du Faou                                              |
| Église Notre-Dame de Rumengol                                             | Le Faou                     |                               | 48° 18′ 08″ nord, 4° 08′ 55″ ouest | « PA00089926 » | Classé         | 30 octobre 1985 | Église Notre-Dame de Rumengol                                             |
| Église Saint-Jean-Baptiste de La Feuillée                                 | La Feuillée                 |                               | 48° 23′ 29″ nord, 3° 51′ 16″ ouest |                |                |                 | Église Saint-Jean-Baptiste de La Feuillée                                 |
| Basilique Notre-Dame du Folgoët                                           | Le Folgoët                  |                               | 48° 33′ 39″ nord, 4° 20′ 06″ ouest | « PA00089953 » | Classé         | 1840            | Basilique Notre-Dame du Folgoët                                           |
| Église Saint-Ténénan de La Forest-Landerneau                              | La Forest-Landerneau        |                               | 48° 25′ 43″ nord, 4° 18′ 53″ ouest |                |                |                 | Église Saint-Ténénan de La Forest-Landerneau                              |
| Église Notre-Dame d'Izel-Vor (également dénommée Notre-Dame de basse-mer) | La Forêt-Fouesnant          |                               | 47° 54′ 28″ nord, 3° 58′ 47″ ouest | « PA00089956 » | Classé         | 1914            | Église Notre-Dame d'Izel-Vor (également dénommée Notre-Dame de basse-mer) |
| Église Saint-Pierre-et-Saint-Paul de Fouesnant                            | Fouesnant                   |                               | 47° 53′ 43″ nord, 4° 00′ 34″ ouest | « PA00089964 » | Classé         | 1930            | Église Saint-Pierre-et-Saint-Paul de Fouesnant                            |
| Église Notre-Dame-des-Sept-Douleurs de Garlan                             | Garlan                      |                               | 48° 36′ 08″ nord, 3° 45′ 24″ ouest |                |                |                 | Église Notre-Dame-des-Sept-Douleurs de Garlan                             |
| Église Saint-Pierre-et-Saint-Paul de Gouesnach                            | Gouesnach                   |                               | 47° 54′ 42″ nord, 4° 06′ 58″ ouest |                |                |                 | Église Saint-Pierre-et-Saint-Paul de Gouesnach                            |
| Église Saint-Gouesnou de Gouesnou                                         | Gouesnou                    |                               | 48° 27′ 05″ nord, 4° 28′ 02″ ouest | « PA00089971 » | Classé         | 1914            | Église Saint-Gouesnou de Gouesnou                                         |
| Église Saint-Pierre de Gouézec                                            | Gouézec                     |                               | 48° 10′ 10″ nord, 3° 58′ 23″ ouest | « PA00089975 » | Classé         | 1914            | Église Saint-Pierre de Gouézec                                            |
| Église Saint-Goulven de Goulien                                           | Goulien                     |                               | 48° 03′ 22″ nord, 4° 35′ 35″ ouest |                |                |                 | Église Saint-Goulven de Goulien                                           |
| Église Saint-Goulven de Goulven                                           | Goulven                     |                               | 48° 37′ 45″ nord, 4° 18′ 06″ ouest | « PA00089981 » | Classé         | 1862            | Église Saint-Goulven de Goulven                                           |
| Église Saint-Cornely de Gourlizon                                         | Gourlizon                   |                               | 48° 01′ 11″ nord, 4° 16′ 01″ ouest |                |                |                 | Église Saint-Cornely de Gourlizon                                         |
| Église Saint-Fiacre de Guengat                                            | Guengat                     |                               | 48° 02′ 32″ nord, 4° 12′ 18″ ouest | « PA00089983 » | Classé         | 1914            | Église Saint-Fiacre de Guengat                                            |
| Église Saint-Ténénan de Guerlesquin                                       | Guerlesquin                 |                               | 48° 31′ 03″ nord, 3° 35′ 14″ ouest | « PA00089984 » | Inscrit        | 1932            | Église Saint-Ténénan de Guerlesquin                                       |
| Église Saint-Pierre de Guiclan                                            | Guiclan                     |                               | 48° 33′ 03″ nord, 3° 57′ 43″ ouest | « PA00089987 » | Inscrit        | 1932            | Église Saint-Pierre de Guiclan                                            |
| Église Saint-Valentin de Guilers                                          | Guilers                     |                               | 48° 25′ 32″ nord, 4° 33′ 32″ ouest |                |                |                 | Église Saint-Valentin de Guilers                                          |
| Église Saint-Justin de Guiler-sur-Goyen                                   | Guiler-sur-Goyen            |                               | 48° 01′ 01″ nord, 4° 21′ 33″ ouest |                |                |                 | Image manquante Téléverser                                                |
| Église Saint-Méen de Guilligomarc'h (ou Saint-Méen)                       | Guilligomarc'h              |                               | 47° 56′ 10″ nord, 3° 24′ 57″ ouest |                |                |                 | Église Saint-Méen de Guilligomarc'h (ou Saint-Méen)                       |
| Église Sainte-Anne de Guilvinec                                           | Guilvinec                   |                               | 47° 47′ 44″ nord, 4° 17′ 00″ ouest |                |                |                 | Église Sainte-Anne de Guilvinec                                           |
| Église Saint-Pierre de Guimaëc                                            | Guimaëc                     |                               | 48° 40′ 03″ nord, 3° 42′ 30″ ouest | « PA00089996 » | Classé Inscrit | 1916 1926       | Église Saint-Pierre de Guimaëc                                            |
| Église Saint-Miliau de Guimiliau                                          | Guimiliau                   |                               | 48° 29′ 19″ nord, 3° 59′ 52″ ouest | « PA00089998 » | Classé         | 1906 & 1914     | Église Saint-Miliau de Guimiliau                                          |
| Église Saint-Pierre-et-Saint-Paul de Guipavas                             | Guipavas                    |                               | 48° 26′ 04″ nord, 4° 24′ 05″ ouest | « PA00090000 » | Inscrit        | 1926            | Église Saint-Pierre-et-Saint-Paul de Guipavas                             |
| Église Notre-Dame-de-Tourbian                                             | Guipavas                    |                               | 48° 24′ 45″ nord, 4° 27′ 04″ ouest |                |                |                 | Image manquante Téléverser                                                |
| Église Saint-Sezni de Guissény                                            | Guissény                    |                               | 48° 38′ 02″ nord, 4° 24′ 35″ ouest |                |                |                 | Église Saint-Sezni de Guissény                                            |
| Église Saint-Pierre d'Hanvec                                              | Hanvec                      |                               | 48° 19′ 39″ nord, 4° 09′ 38″ ouest |                |                |                 | Église Saint-Pierre d'Hanvec                                              |
| Ancienne église Saint-Maudez-et-Sainte-Juvette                            | Henvic                      |                               | 48° 37′ 59″ nord, 3° 55′ 40″ ouest | « PA00090003 » | Classé         | 1913            | Ancienne église Saint-Maudez-et-Sainte-Juvette                            |
| Église Saint-Maudez-et-Sainte-Juvette d'Henvic                            | Henvic                      |                               | 48° 37′ 57″ nord, 3° 55′ 36″ ouest |                |                |                 | Église Saint-Maudez-et-Sainte-Juvette d'Henvic                            |
| Église Notre-Dame-de-Bonne-Nouvelle de l'Hôpital-Camfrout                 | Hôpital-Camfrout            |                               | 48° 19′ 41″ nord, 4° 14′ 32″ ouest | « PA00090005 » | Classé         | 1916            | Église Notre-Dame-de-Bonne-Nouvelle de l'Hôpital-Camfrout                 |
| Église Saint-Yves d'Huelgoat                                              | Huelgoat                    |                               | 48° 21′ 51″ nord, 3° 44′ 46″ ouest | « PA00090007 » | Inscrit        | 1926            | Église Saint-Yves d'Huelgoat                                              |
| Église Saint-Collodan d'Île-de-Sein                                       | Île-de-Sein                 |                               | 48° 02′ 18″ nord, 4° 51′ 05″ ouest |                |                |                 | Église Saint-Collodan d'Île-de-Sein                                       |
| Église Saint-Ronan d'Île-Molène                                           | Île-Molène                  |                               | 48° 23′ 45″ nord, 4° 57′ 29″ ouest |                |                |                 | Église Saint-Ronan d'Île-Molène                                           |
| Église Saint-Tudy d'Île-Tudy                                              | Île-Tudy                    |                               | 47° 50′ 34″ nord, 4° 10′ 04″ ouest |                |                |                 | Église Saint-Tudy d'Île-Tudy                                              |
| Église Saint-Pierre d'Irvillac                                            | Irvillac                    |                               | 48° 22′ 10″ nord, 4° 12′ 48″ ouest | « PA00090013 » | Inscrit        | 1928            | Église Saint-Pierre d'Irvillac                                            |
| Église Notre-Dame du Juch                                                 | Le Juch                     |                               | 48° 03′ 59″ nord, 4° 15′ 21″ ouest | « PA00090014 » | Classé         | 1916            | Église Notre-Dame du Juch                                                 |
| Église Saint-Tremeur de Kergloff                                          | Kergloff                    |                               | 48° 16′ 29″ nord, 3° 37′ 23″ ouest | « PA00090015 » | Inscrit        | 1927            | Église Saint-Tremeur de Kergloff                                          |
| Église Saint-Germain de Kerlaz                                            | Kerlaz                      |                               | 48° 05′ 29″ nord, 4° 16′ 21″ ouest | « PA00090017 » | Classé         | 1916            | Église Saint-Germain de Kerlaz                                            |
| Église Saint-Brévalaire de Kerlouan                                       | Kerlouan                    |                               | 48° 38′ 40″ nord, 4° 21′ 54″ ouest |                |                |                 | Église Saint-Brévalaire de Kerlouan                                       |
| Église Sainte-Anne de Kernilis                                            | Kernilis                    |                               | 48° 34′ 18″ nord, 4° 25′ 09″ ouest |                |                |                 | Église Sainte-Anne de Kernilis                                            |
| Église Saint-Eucher de Kernouës                                           | Kernouës                    |                               | 48° 35′ 24″ nord, 4° 20′ 54″ ouest |                |                |                 | Église Saint-Eucher de Kernouës                                           |
| Église Saint-Étienne de Kersaint-Plabennec                                | Kersaint-Plabennec          |                               | 48° 28′ 17″ nord, 4° 22′ 23″ ouest |                |                |                 | Église Saint-Étienne de Kersaint-Plabennec                                |
| Église Notre-Dame de Lampaul-Guimiliau                                    | Lampaul-Guimiliau           |                               | 48° 29′ 35″ nord, 4° 02′ 25″ ouest | « PA00090020 » | Classé         | 1910            | Église Notre-Dame de Lampaul-Guimiliau                                    |
| Église Saint-Paul-Aurélien de Lampaul-Plouarzel                           | Lampaul-Plouarzel           |                               | 48° 26′ 50″ nord, 4° 45′ 36″ ouest |                |                |                 | Église Saint-Paul-Aurélien de Lampaul-Plouarzel                           |
| Église Saint-Paul-Aurélien de Lampaul-Ploudalmézeau                       | Lampaul-Ploudalmézeau       |                               | 48° 33′ 40″ nord, 4° 39′ 16″ ouest | « PA00090022 » | Inscrit        | 1926            | Église Saint-Paul-Aurélien de Lampaul-Ploudalmézeau                       |
| Église Saint-Gouesnou de Lanarvily                                        | Lanarvily                   |                               | 48° 33′ 05″ nord, 4° 23′ 18″ ouest |                |                |                 | Église Saint-Gouesnou de Lanarvily                                        |
| Église Saint-Cougar de Landéda                                            | Landéda                     |                               | 48° 35′ 14″ nord, 4° 34′ 21″ ouest |                |                |                 | Église Saint-Cougar de Landéda                                            |
| Église Saint-Thélo de Landeleau                                           | Landeleau                   |                               | 48° 13′ 37″ nord, 3° 43′ 42″ ouest |                |                |                 | Église Saint-Thélo de Landeleau                                           |
| Église Saint-Conogan de Beuzit-Conogan                                    | Landerneau                  |                               | 48° 26′ 56″ nord, 4° 14′ 57″ ouest | « PA00090027 » | Inscrit        | 1925            | Église Saint-Conogan de Beuzit-Conogan                                    |
| Église Saint-Houardon de Landerneau                                       | Landerneau                  |                               | 48° 27′ 07″ nord, 4° 15′ 02″ ouest | « PA00090028 » | Classé         | 1916            | Église Saint-Houardon de Landerneau                                       |
| Église Saint-Thomas-de-Cantorbéry de Landerneau                           | Landerneau                  |                               | 48° 26′ 56″ nord, 4° 14′ 57″ ouest | « PA00090029 » | Inscrit        | 1932            | Église Saint-Thomas-de-Cantorbéry de Landerneau                           |
| Église Notre-Dame de Landévennec                                          | Landévennec                 |                               | 48° 17′ 38″ nord, 4° 16′ 03″ ouest | « PA00090041 » | Inscrit        | 1932            | Église Notre-Dame de Landévennec                                          |
| Église Saint-Thuriau de Landivisiau                                       | Landivisiau                 |                               | 48° 30′ 38″ nord, 4° 04′ 19″ ouest | « PA00090043 » | Classé         | 1914            | Église Saint-Thuriau de Landivisiau                                       |
| Église Saint-Guénolé de Landrévarzec                                      | Landrévarzec                |                               | 48° 05′ 29″ nord, 4° 03′ 28″ ouest |                |                |                 | Église Saint-Guénolé de Landrévarzec                                      |
| Église Notre-Dame de Populo                                               | Landudal                    |                               | 48° 03′ 45″ nord, 3° 58′ 41″ ouest | « PA00090047 » | Inscrit        | 1935            | Église Notre-Dame de Populo                                               |
| Église Sainte-Anne-et-Saint-Tudec de Landudec                             | Landudec                    |                               | 48° 00′ 02″ nord, 4° 20′ 08″ ouest |                |                |                 | Église Sainte-Anne-et-Saint-Tudec de Landudec                             |
| Église Saint-Gonval de Landunvez                                          | Landunvez                   |                               | 48° 31′ 59″ nord, 4° 43′ 35″ ouest |                |                |                 | Église Saint-Gonval de Landunvez                                          |
| Église Saint-Gunthiern de Langolen                                        | Langolen                    |                               | 48° 04′ 01″ nord, 3° 54′ 39″ ouest |                |                |                 | Église Saint-Gunthiern de Langolen                                        |
| Église Saint-Hervé de Lanhouarneau                                        | Lanhouarneau                |                               | 48° 34′ 47″ nord, 4° 12′ 37″ ouest | « PA00090054 » | Inscrit        | 1925            | Église Saint-Hervé de Lanhouarneau                                        |
| Église Saint-Ildut de Lanildut                                            | Lanildut                    |                               | 48° 28′ 25″ nord, 4° 44′ 42″ ouest |                |                |                 | Église Saint-Ildut de Lanildut                                            |
| Église Saint-Mélar de Lanmeur                                             | Lanmeur                     |                               | 48° 38′ 50″ nord, 3° 42′ 57″ ouest |                |                |                 | Église Saint-Mélar de Lanmeur                                             |
| Église Saint-Jean-Baptiste de Lannéanou                                   | Lannéanou                   |                               | 48° 29′ 21″ nord, 3° 40′ 18″ ouest |                |                |                 | Église Saint-Jean-Baptiste de Lannéanou                                   |
| Église Saint-Edern de Lannédern                                           | Lannédern                   |                               | 48° 18′ 09″ nord, 3° 53′ 40″ ouest | « PA00090060 » | Classé         | 1915            | Église Saint-Edern de Lannédern                                           |
| Église Saint-Guévroc de Lanneuffret                                       | Lanneuffret                 |                               | 48° 29′ 53″ nord, 4° 12′ 15″ ouest |                |                |                 | Église Saint-Guévroc de Lanneuffret                                       |
| Église Saint-Pierre-et-Saint-Paul de Lannilis                             | Lannilis                    |                               | 48° 34′ 11″ nord, 4° 31′ 18″ ouest |                |                |                 | Image manquante Téléverser                                                |
| Église Saint-Rivoaré de Lanrivoaré                                        | Lanrivoaré                  |                               | 48° 28′ 29″ nord, 4° 38′ 18″ ouest |                |                |                 | Église Saint-Rivoaré de Lanrivoaré                                        |
| Église Sainte-Anne de Lanvéoc                                             | Lanvéoc                     |                               | 48° 17′ 13″ nord, 4° 27′ 40″ ouest |                |                |                 | Église Sainte-Anne de Lanvéoc                                             |
| Église Saint-Germain-et-Saint-Louis de Laz                                | Laz                         |                               | 48° 08′ 15″ nord, 3° 50′ 11″ ouest |                |                |                 | Église Saint-Germain-et-Saint-Louis de Laz                                |
| Église de la Sainte-Trinité de Lennon                                     | Lennon                      |                               | 48° 11′ 32″ nord, 3° 53′ 51″ ouest |                |                |                 | Église de la Sainte-Trinité de Lennon                                     |
| Église Saint-Michel de Lesneven                                           | Lesneven                    |                               | 48° 34′ 19″ nord, 4° 19′ 26″ ouest | « PA00090068 » | Inscrit        | 1932            | Église Saint-Michel de Lesneven                                           |
| Église Saint-Théleau de Leuhan                                            | Leuhan                      |                               | 48° 05′ 58″ nord, 3° 47′ 08″ ouest |                |                |                 | Église Saint-Théleau de Leuhan                                            |
| Église Saint-Brévalaire de Loc-Brévalaire                                 | Loc-Brévalaire              |                               | 48° 33′ 18″ nord, 4° 24′ 18″ ouest |                |                |                 | Église Saint-Brévalaire de Loc-Brévalaire                                 |
| Église Saint-Éguiner de Loc-Eguiner                                       | Loc-Eguiner                 |                               | 48° 28′ 22″ nord, 4° 05′ 39″ ouest | « PA00090070 » | Inscrit        | 1927            | Église Saint-Éguiner de Loc-Eguiner                                       |
| Église Notre-Dame-de-Bonne-Nouvelle de Locmaria-Berrien                   | Locmaria-Berrien            |                               | 48° 21′ 10″ nord, 3° 41′ 45″ ouest |                |                |                 | Église Notre-Dame-de-Bonne-Nouvelle de Locmaria-Berrien                   |
| Église Notre-Dame de Locmaria-Plouzané                                    | Locmaria-Plouzané           |                               | 48° 22′ 30″ nord, 4° 38′ 34″ ouest |                |                |                 | Image manquante Téléverser                                                |
| Église Saint-Mélar de Locmélar                                            | Locmélar                    |                               | 48° 27′ 11″ nord, 4° 03′ 57″ ouest | « PA00090071 » | Classé         | 1934            | Église Saint-Mélar de Locmélar                                            |
| Église Saint-Guénolé de Locquénolé                                        | Locquénolé                  |                               | 48° 37′ 30″ nord, 3° 51′ 38″ ouest | « PA00090072 » | Classé         | 1970            | Église Saint-Guénolé de Locquénolé                                        |
| Église Saint-Jacques de Locquirec                                         | Locquirec                   |                               | 48° 41′ 31″ nord, 3° 38′ 45″ ouest | « PA00090073 » | Classé         | 1914            | Église Saint-Jacques de Locquirec                                         |
| Église Saint-Ronan de Locronan                                            | Locronan                    |                               | 48° 05′ 54″ nord, 4° 12′ 29″ ouest | « PA00090077 » | Classé         | 1846            | Église Saint-Ronan de Locronan                                            |
| Église Saint-Tudy de Loctudy                                              | Loctudy                     |                               | 47° 49′ 54″ nord, 4° 10′ 33″ ouest | « PA00090098 » | Classé         | 1846            | Église Saint-Tudy de Loctudy                                              |
| Église Saint-Guénolé de Locunolé                                          | Locunolé                    |                               | 47° 56′ 12″ nord, 3° 28′ 42″ ouest |                |                |                 | Église Saint-Guénolé de Locunolé                                          |
| Église Sainte-Monna de Logonna-Daoulas                                    | Logonna-Daoulas             |                               | 48° 19′ 12″ nord, 4° 17′ 58″ ouest | « PA00090100 » | Inscrit        | 1935            | Église Sainte-Monna de Logonna-Daoulas                                    |
| Église Saint-Pérec de Lopérec                                             | Lopérec                     |                               | 48° 16′ 38″ nord, 4° 02′ 53″ ouest |                |                |                 | Église Saint-Pérec de Lopérec                                             |
| Église Sainte-Brigitte de Loperhet                                        | Loperhet                    |                               | 48° 22′ 29″ nord, 4° 18′ 23″ ouest |                |                |                 | Église Sainte-Brigitte de Loperhet                                        |
| Église Sainte-Geneviève de Loqueffret                                     | Loqueffret                  |                               | 48° 19′ 10″ nord, 3° 51′ 28″ ouest | « PA00090104 » | Classé         | 1916            | Église Sainte-Geneviève de Loqueffret                                     |
| Église Saint-Fiacre de Lothey                                             | Lothey                      |                               | 48° 10′ 55″ nord, 4° 01′ 41″ ouest |                |                |                 | Église Saint-Fiacre de Lothey                                             |
| Église Saint-Magloire de Mahalon                                          | Mahalon                     |                               | 48° 02′ 07″ nord, 4° 26′ 11″ ouest |                |                |                 | Église Saint-Magloire de Mahalon                                          |
| Église Saint-Salomon de La Martyre                                        | La Martyre                  |                               | 48° 26′ 56″ nord, 4° 09′ 36″ ouest | « PA00090108 » | Classé         | 1916            | Église Saint-Salomon de La Martyre                                        |
| Église Saint-Pierre-et-Saint-Paul de Melgven                              | Melgven                     |                               | 47° 54′ 24″ nord, 3° 50′ 06″ ouest |                |                |                 | Église Saint-Pierre-et-Saint-Paul de Melgven                              |
| Église Saint-Pierre-aux-Liens de Mellac                                   | Mellac                      |                               | 47° 54′ 15″ nord, 3° 34′ 37″ ouest |                |                |                 | Église Saint-Pierre-aux-Liens de Mellac                                   |
| Église Saint-Aurélien de Mespaul (ossuaire)                               | Mespaul                     |                               | 48° 37′ 21″ nord, 4° 01′ 22″ ouest | « PA29000014 » | Inscrit        | 1997            | Église Saint-Aurélien de Mespaul (ossuaire)                               |
| Église Saint-Éloi de Mespaul                                              | Mespaul                     |                               | 48° 37′ 03″ nord, 4° 01′ 17″ ouest |                |                |                 | Église Saint-Éloi de Mespaul                                              |
| Église Notre-Dame-de-Bonne-Nouvelle de Guipronvel                         | Milizac-Guipronvel          |                               | 48° 29′ 29″ nord, 4° 34′ 28″ ouest |                |                |                 | Église Notre-Dame-de-Bonne-Nouvelle de Guipronvel                         |
| Église Saint-Pierre-et-Saint-Paul de Milizac                              | Milizac-Guipronvel          |                               | 48° 28′ 00″ nord, 4° 33′ 59″ ouest |                |                |                 | Église Saint-Pierre-et-Saint-Paul de Milizac                              |
| Église Saint-Melaine de Moëlan-sur-Mer                                    | Moëlan-sur-Mer              |                               | 47° 48′ 51″ nord, 3° 37′ 44″ ouest |                |                |                 | Église Saint-Melaine de Moëlan-sur-Mer                                    |
| Église Saint-Martin de Morlaix                                            | Morlaix                     |                               | 48° 34′ 35″ nord, 3° 49′ 59″ ouest |                |                |                 | Église Saint-Martin de Morlaix                                            |
| Église Saint-Mathieu de Morlaix                                           | Morlaix                     |                               | 48° 34′ 30″ nord, 3° 49′ 27″ ouest | « PA00090128 » | Classé         | 1914            | Église Saint-Mathieu de Morlaix                                           |
| Église Saint-Mélaine de Morlaix                                           | Morlaix                     |                               | 48° 34′ 44″ nord, 3° 49′ 42″ ouest | « PA00090129 » | Classé         | 1914            | Église Saint-Mélaine de Morlaix                                           |
| Église Notre-Dame de Ploujean                                             | Morlaix                     |                               | 48° 36′ 19″ nord, 3° 50′ 03″ ouest | « PA00090127 » | Classé         | 1914 1951       | Église Notre-Dame de Ploujean                                             |
| Église Saint-Pierre de Motreff                                            | Motreff                     |                               | 48° 12′ 06″ nord, 3° 33′ 16″ ouest |                |                |                 | Église Saint-Pierre de Motreff                                            |
| Église Sainte-Thumette de Névez                                           | Névez                       |                               | 47° 49′ 11″ nord, 3° 47′ 31″ ouest |                |                |                 | Image manquante Téléverser                                                |
| Église Saint-Pol-Aurélien de Lampaul                                      | Ouessant                    |                               | 48° 27′ 27″ nord, 5° 05′ 45″ ouest |                |                |                 | Église Saint-Pol-Aurélien de Lampaul                                      |
| Église Notre-Dame de Pencran                                              | Pencran                     |                               | 48° 26′ 12″ nord, 4° 14′ 07″ ouest | « PA00090147 » | Classé         | 1990            | Église Notre-Dame de Pencran                                              |
| Église Sainte-Thumette de Kérity                                          | Penmarch                    |                               | 47° 47′ 54″ nord, 4° 21′ 22″ ouest | « PA00090150 » | Classé         | 1916            | Église Sainte-Thumette de Kérity                                          |
| Église Saint-Nonna de Penmarc'h                                           | Penmarch                    |                               | 47° 48′ 43″ nord, 4° 20′ 19″ ouest | « PA00090151 » | Classé         | 1862            | Église Saint-Nonna de Penmarc'h                                           |
| Ancienne église Saint-Guénolé de Saint-Guénolé (tour carrée)              | Penmarch                    |                               | 47° 49′ 03″ nord, 4° 22′ 08″ ouest | « PA00090159 » | Classé         | 1916            | Ancienne église Saint-Guénolé de Saint-Guénolé (tour carrée)              |
| Église Saint-Guénolé de Saint-Guénolé                                     | Penmarch                    |                               | 47° 49′ 03″ nord, 4° 22′ 19″ ouest |                |                |                 | Image manquante Téléverser                                                |
| Église Saint-Annouarn de Peumerit                                         | Peumerit                    |                               | 47° 56′ 22″ nord, 4° 18′ 33″ ouest |                |                |                 | Église Saint-Annouarn de Peumerit                                         |
| Église Saint-Ténénan de Plabennec                                         | Plabennec                   |                               | 48° 30′ 09″ nord, 4° 25′ 36″ ouest |                |                |                 | Église Saint-Ténénan de Plabennec                                         |
| Église Saint-Mathurin de Pleuven                                          | Pleuven                     |                               | 47° 54′ 27″ nord, 4° 02′ 36″ ouest |                |                |                 | Église Saint-Mathurin de Pleuven                                          |
| Église Saint-Germain de Pleyben                                           | Pleyben                     |                               | 48° 13′ 38″ nord, 3° 58′ 11″ ouest | « PA00090166 » | Classé         | 1846            | Église Saint-Germain de Pleyben                                           |
| Église Saint-Pierre de Pleyber-Christ                                     | Pleyber-Christ              |                               | 48° 30′ 19″ nord, 3° 52′ 26″ ouest | « PA00090168 » | Classé         | 1914            | Église Saint-Pierre de Pleyber-Christ                                     |
| Église Notre-Dame-de-la-Mer de Lesconil (ou Notre-Dame-des-Flots)         | Plobannalec-Lesconil        |                               | 47° 48′ 03″ nord, 4° 12′ 57″ ouest |                |                |                 | Église Notre-Dame-de-la-Mer de Lesconil (ou Notre-Dame-des-Flots)         |
| Église Saint-Alour de Plobannalec                                         | Plobannalec-Lesconil        |                               | 47° 49′ 25″ nord, 4° 13′ 43″ ouest |                |                |                 | Église Saint-Alour de Plobannalec                                         |
| Église Saint-Méen de Ploéven                                              | Ploéven                     |                               | 48° 31′ 49″ nord, 4° 27′ 05″ ouest | « PA00090175 » | Inscrit        | 1926            | Église Saint-Méen de Ploéven                                              |
| Église Saint-Pierre de Plogastel-Saint-Germain                            | Plogastel-Saint-Germain     |                               | 47° 58′ 57″ nord, 4° 16′ 14″ ouest |                |                |                 | Image manquante Téléverser                                                |
| Église Saint-Collodan de Plogoff                                          | Plogoff                     |                               | 48° 02′ 16″ nord, 4° 39′ 56″ ouest |                |                |                 | Église Saint-Collodan de Plogoff                                          |
| Église Saint-Thurien de Plogonnec                                         | Plogonnec                   |                               | 48° 04′ 41″ nord, 4° 11′ 31″ ouest | « PA00090181 » | Classé         | 1922            | Église Saint-Thurien de Plogonnec                                         |
| Église Saint-Mellon de Plomelin                                           | Plomelin                    |                               | 47° 56′ 08″ nord, 4° 09′ 13″ ouest |                |                |                 | Église Saint-Mellon de Plomelin                                           |
| Église Sainte-Thumette de Plomeur                                         | Plomeur                     |                               | 47° 50′ 28″ nord, 4° 17′ 02″ ouest |                |                |                 | Église Sainte-Thumette de Plomeur                                         |
| Église Saint-Mahouarn de Plomodiern                                       | Plomodiern                  |                               | 48° 10′ 53″ nord, 4° 13′ 59″ ouest | « PA00090197 » | Inscrit        | 1932            | Église Saint-Mahouarn de Plomodiern                                       |
| Église Saint-Gilles de Plonéis                                            | Plonéis                     |                               | 48° 01′ 00″ nord, 4° 12′ 35″ ouest |                |                |                 | Église Saint-Gilles de Plonéis                                            |
| Église Saint-Énéour de Plonéour-Lanvern                                   | Plonéour-Lanvern            |                               | 47° 54′ 12″ nord, 4° 17′ 00″ ouest |                |                |                 | Église Saint-Énéour de Plonéour-Lanvern                                   |
| Église Saint-Pierre de Plonévez-du-Faou                                   | Plonévez-du-Faou            |                               | 48° 15′ 10″ nord, 3° 49′ 32″ ouest |                |                |                 | Église Saint-Pierre de Plonévez-du-Faou                                   |
| Église Saint-Milliau de Plonévez-Porzay                                   | Plonévez-Porzay             |                               | 48° 07′ 30″ nord, 4° 13′ 10″ ouest |                |                |                 | Église Saint-Milliau de Plonévez-Porzay                                   |
| Église Saint-Arzel de Plouarzel                                           | Plouarzel                   |                               | 48° 26′ 03″ nord, 4° 43′ 49″ ouest |                |                |                 | Église Saint-Arzel de Plouarzel                                           |
| Église Notre-Dame de Trézien                                              | Plouarzel                   |                               | 48° 25′ 26″ nord, 4° 46′ 03″ ouest |                |                |                 | Église Notre-Dame de Trézien                                              |
| Église Saint-Pierre-et-Saint-Vincent-Ferrier de Ploudalmézeau             | Ploudalmézeau               |                               | 48° 32′ 30″ nord, 4° 39′ 26″ ouest |                |                |                 | Église Saint-Pierre-et-Saint-Vincent-Ferrier de Ploudalmézeau             |
| Église Notre-Dame-du-Scapulaire de Portsal                                | Ploudalmézeau               |                               | 48° 33′ 24″ nord, 4° 41′ 54″ ouest |                |                |                 | Église Notre-Dame-du-Scapulaire de Portsal                                |
| Église Saint-Yves de Ploudaniel                                           | Ploudaniel                  |                               | 48° 32′ 15″ nord, 4° 18′ 43″ ouest |                |                |                 | Église Saint-Yves de Ploudaniel                                           |
| Église Saint-Pierre de Ploudiry                                           | Ploudiry                    |                               | 48° 27′ 11″ nord, 4° 08′ 32″ ouest | « PA00090213 » | Classé Inscrit | 1916 1997       | Église Saint-Pierre de Ploudiry                                           |
| Église Saint-Edern de Plouédern                                           | Plouédern                   |                               | 48° 29′ 02″ nord, 4° 14′ 45″ ouest | « PA00090214 » | Inscrit        | 1926            | Église Saint-Edern de Plouédern                                           |
| Église Saint-Agapit de Plouégat-Guérand                                   | Plouégat-Guérand            |                               | 48° 37′ 14″ nord, 3° 40′ 28″ ouest | « PA29000066 » | Classé         | 2010            | Église Saint-Agapit de Plouégat-Guérand                                   |
| Église Saint-Pierre de Plouégat-Moysan                                    | Plouégat-Moysan             |                               | 48° 34′ 20″ nord, 3° 36′ 33″ ouest |                |                |                 | Église Saint-Pierre de Plouégat-Moysan                                    |
| Église Saint-Pierre de Plouénan                                           | Plouénan                    |                               | 48° 37′ 43″ nord, 3° 59′ 30″ ouest |                |                |                 | Église Saint-Pierre de Plouénan                                           |
| Église Saint-Pierre de Plouescat                                          | Plouescat                   |                               | 48° 39′ 28″ nord, 4° 10′ 25″ ouest |                |                |                 | Église Saint-Pierre de Plouescat                                          |
| Église Saint-Étienne de Plouezoc'h                                        | Plouezoc'h                  |                               | 48° 38′ 21″ nord, 3° 49′ 16″ ouest | « PA00090229 » | Classé         | 1914            | Église Saint-Étienne de Plouezoc'h                                        |
| Église Saint-Pierre de Plougar                                            | Plougar                     |                               | 48° 33′ 43″ nord, 4° 08′ 30″ ouest |                |                |                 | Église Saint-Pierre de Plougar                                            |
| Église Saint-Pierre de Plougasnou                                         | Plougasnou                  |                               | 48° 41′ 46″ nord, 3° 47′ 31″ ouest | « PA00090232 » | Classé Inscrit | 1914 1971       | Église Saint-Pierre de Plougasnou                                         |
| Église Saint-Pierre de Plougastel-Daoulas                                 | Plougastel-Daoulas          |                               | 48° 22′ 27″ nord, 4° 22′ 13″ ouest |                |                |                 | Église Saint-Pierre de Plougastel-Daoulas                                 |
| Abbaye Saint-Mathieu de Fine-Terre                                        | Plougonvelin                |                               | 48° 19′ 48″ nord, 4° 46′ 17″ ouest | « PA00090242 » | Classé         | 1875            | Abbaye Saint-Mathieu de Fine-Terre                                        |
| Église Saint-Gwenael de Plougonvelin                                      | Plougonvelin                |                               | 48° 20′ 25″ nord, 4° 43′ 10″ ouest |                |                |                 | Image manquante Téléverser                                                |
| Église Saint-Yves de Plougonven                                           | Plougonven                  |                               | 48° 31′ 18″ nord, 3° 42′ 44″ ouest | « PA00090243 » | Classé         | 1916            | Église Saint-Yves de Plougonven                                           |
| Église Saint-Colomban de Plougoulm                                        | Plougoulm                   |                               | 48° 39′ 55″ nord, 4° 02′ 43″ ouest |                |                |                 | Église Saint-Colomban de Plougoulm                                        |
| Église Saint-Pierre de Plougourvest                                       | Plougourvest                |                               | 48° 33′ 14″ nord, 4° 05′ 06″ ouest | « PA29000073 » | inscrit        | 2012            | Église Saint-Pierre de Plougourvest                                       |
| Église Notre-Dame du Grouanec                                             | Plouguerneau                |                               | 48° 35′ 29″ nord, 4° 27′ 46″ ouest |                |                |                 | Église Notre-Dame du Grouanec                                             |
| Église Notre-Dame de Lilia                                                | Plouguerneau                |                               | 48° 37′ 08″ nord, 4° 33′ 20″ ouest |                |                |                 | Image manquante Téléverser                                                |
| Église Saint-Pierre-et-Saint-Paul de Plouguerneau                         | Plouguerneau                |                               | 48° 36′ 24″ nord, 4° 30′ 24″ ouest |                |                |                 | Église Saint-Pierre-et-Saint-Paul de Plouguerneau                         |
| Église Saint-Pierre de Plouguin                                           | Plouguin                    |                               | 48° 31′ 30″ nord, 4° 35′ 57″ ouest |                |                |                 | Église Saint-Pierre de Plouguin                                           |
| Église Saint-Julien-l'Hospitalier                                         | Plouhinec                   |                               | 48° 01′ 00″ nord, 4° 31′ 59″ ouest |                |                |                 | Église Saint-Julien-l'Hospitalier                                         |
| Église Saint-Julien-l'Hospitalier                                         | Plouhinec                   |                               | 48° 01′ 00″ nord, 4° 31′ 59″ ouest |                |                |                 | Église Saint-Julien-l'Hospitalier                                         |
| Église Saint-Winoc de Plouhinec                                           | Plouhinec                   |                               | 48° 00′ 51″ nord, 4° 29′ 07″ ouest | « PA00090252 » | Inscrit        | 1932            | Église Saint-Winoc de Plouhinec                                           |
| Église Saint-Didier de Plouider                                           | Plouider                    |                               | 48° 36′ 32″ nord, 4° 17′ 54″ ouest |                |                |                 | Église Saint-Didier de Plouider                                           |
| Église Saint-Ignace de Plouigneau                                         | Plouigneau                  |                               | 48° 34′ 01″ nord, 3° 42′ 04″ ouest |                |                |                 | Église Saint-Ignace de Plouigneau                                         |
| Église Saint-Pierre de Ploumoguer                                         | Ploumoguer                  |                               | 48° 24′ 11″ nord, 4° 43′ 21″ ouest |                |                |                 | Église Saint-Pierre de Ploumoguer                                         |
| Église Saint-Pierre-aux-Liens de Lamber                                   | Ploumoguer                  |                               | 48° 24′ 59″ nord, 4° 40′ 47″ ouest |                |                |                 | Église Saint-Pierre-aux-Liens de Lamber                                   |
| Église Sainte-Bernadette de Brignogan                                     | Plounéour-Brignogan-plages  |                               | 48° 39′ 55″ nord, 4° 19′ 27″ ouest |                |                |                 | Église Sainte-Bernadette de Brignogan                                     |
| Église Saint-Pierre de Plounéour-Trez                                     | Plounéour-Brignogan-plages  |                               | 48° 39′ 02″ nord, 4° 19′ 05″ ouest | « PA00090258 » | Inscrit        | 1959            | Église Saint-Pierre de Plounéour-Trez                                     |
| Église abbatiale de l'abbaye du Relec                                     | Plounéour-Ménez             |                               | 48° 26′ 56″ nord, 3° 43′ 00″ ouest | « PA00090257 » | Classé         | 1914            | Église abbatiale de l'abbaye du Relec                                     |
| Église Saint-Yves de Plounéour-Ménez                                      | Plounéour-Ménez             |                               | 48° 26′ 21″ nord, 3° 53′ 33″ ouest | « PA00090256 » | Classé         | 1914            | Église Saint-Yves de Plounéour-Ménez                                      |
| Église Saint-Néventer de Plounéventer                                     | Plounéventer                |                               | 48° 30′ 51″ nord, 4° 12′ 43″ ouest |                |                |                 | Église Saint-Néventer de Plounéventer                                     |
| Église Saint-Pierre de Plounévézel                                        | Plounévézel                 |                               | 48° 17′ 40″ nord, 3° 35′ 40″ ouest |                |                |                 | Image manquante Téléverser                                                |
| Église Saint-Pierre de Plounévez-Lochrist                                 | Plounévez-Lochrist          |                               | 48° 37′ 03″ nord, 4° 12′ 42″ ouest |                |                |                 | Image manquante Téléverser                                                |
| Église Saint-Budoc de Plourin                                             | Plourin                     |                               | 48° 30′ 35″ nord, 4° 41′ 11″ ouest |                |                |                 | Église Saint-Budoc de Plourin                                             |
| Église Notre-Dame de Plourin-lès-Morlaix                                  | Plourin-lès-Morlaix         |                               | 48° 32′ 09″ nord, 3° 47′ 23″ ouest | « PA00090265 » | Inscrit        | 1932            | Église Notre-Dame de Plourin-lès-Morlaix                                  |
| Église Saint-Pierre-et-Saint-Paul de Plouvien                             | Plouvien                    |                               | 48° 31′ 49″ nord, 4° 27′ 05″ ouest |                |                |                 | Église Saint-Pierre-et-Saint-Paul de Plouvien                             |
| Église Saint-Pierre de Plouvorn                                           | Plouvorn                    |                               | 48° 34′ 45″ nord, 4° 02′ 14″ ouest |                |                |                 | Église Saint-Pierre de Plouvorn                                           |
| Église Saint-Pierre de Plouyé                                             | Plouyé                      |                               | 48° 18′ 52″ nord, 3° 44′ 08″ ouest |                |                |                 | Église Saint-Pierre de Plouyé                                             |
| Église Saint-Sané de Plouzané                                             | Plouzané                    |                               | 48° 22′ 55″ nord, 4° 37′ 17″ ouest |                |                |                 | Église Saint-Sané de Plouzané                                             |
| Église Saint-Pierre de Plouzévédé                                         | Plouzévédé                  |                               | 48° 35′ 45″ nord, 4° 06′ 46″ ouest |                |                |                 | Église Saint-Pierre de Plouzévédé                                         |
| Église Saint-Gorgon de Plovan                                             | Plovan                      |                               | 47° 54′ 56″ nord, 4° 21′ 43″ ouest | « PA00090277 » | Classé         | 1915            | Église Saint-Gorgon de Plovan                                             |
| Église Saint-Demet de Plozévet                                            | Plozévet                    |                               | 47° 59′ 10″ nord, 4° 25′ 36″ ouest | « PA00090280 » | Inscrit        | 1951            | Église Saint-Demet de Plozévet                                            |
| Église Saint-Cuffan de Pluguffan                                          | Pluguffan                   |                               | 47° 58′ 50″ nord, 4° 10′ 45″ ouest | « PA00090284 » | Classé         | 1916            | Église Saint-Cuffan de Pluguffan                                          |
| Église Saint-Amet de Nizon                                                | Pont-Aven                   |                               | 47° 51′ 50″ nord, 3° 46′ 04″ ouest | « PA00090291 » | Inscrit        | 1968            | Église Saint-Amet de Nizon                                                |
| Église Saint-Joseph de Pont-Aven                                          | Pont-Aven                   |                               | 47° 51′ 22″ nord, 3° 44′ 55″ ouest |                |                |                 | Église Saint-Joseph de Pont-Aven                                          |
| Église Notre-Dame de Roscudon                                             | Pont-Croix                  |                               | 48° 02′ 28″ nord, 4° 29′ 21″ ouest | « PA00090294 » | Classé         | 1862            | Église Notre-Dame de Roscudon                                             |
| Église Saint-Onna de Logonna-Quimerc'h                                    | Pont-de-Buis-lès-Quimerch   |                               | 48° 14′ 50″ nord, 4° 07′ 51″ ouest |                |                |                 | Église Saint-Onna de Logonna-Quimerc'h                                    |
| Église Sainte-Barbe de Pont-de-Buis                                       | Pont-de-Buis-lès-Quimerch   |                               | 48° 15′ 19″ nord, 4° 05′ 32″ ouest |                |                |                 | Église Sainte-Barbe de Pont-de-Buis                                       |
| Église du Sacré-Cœur de Quimerch                                          | Pont-de-Buis-lès-Quimerch   |                               | 48° 16′ 59″ nord, 4° 06′ 22″ ouest |                |                |                 | Église du Sacré-Cœur de Quimerch                                          |
| Église Saint-Pierre de Quimerch                                           | Pont-de-Buis-lès-Quimerch   |                               | 48° 17′ 47″ nord, 4° 04′ 13″ ouest | « PA00090295 » | Classé         | 1932            | Église Saint-Pierre de Quimerch                                           |
| Église Saint-Barthélémy du Ponthou                                        | Le Ponthou                  |                               | 48° 33′ 55″ nord, 3° 38′ 17″ ouest |                |                |                 | Image manquante Téléverser                                                |
| Église Saint-Jacques de Lambour                                           | Pont-l'Abbé                 |                               | 47° 52′ 08″ nord, 4° 13′ 07″ ouest | « PA00090296 » | Classé         | 1896            | Église Saint-Jacques de Lambour                                           |
| Église Notre-Dame-des-Carmes de Pont-l'Abbé                               | Pont-l'Abbé                 |                               | 47° 52′ 00″ nord, 4° 13′ 09″ ouest | « PA00090297 » | Classé         | 1914            | Église Notre-Dame-des-Carmes de Pont-l'Abbé                               |
| Église Saint-Budoc de Porspoder                                           | Porspoder                   |                               | 48° 30′ 34″ nord, 4° 45′ 56″ ouest |                |                |                 | Église Saint-Budoc de Porspoder                                           |
| Église Saint-Nicolas de Port-Launay                                       | Port-Launay                 |                               | 48° 12′ 55″ nord, 4° 04′ 22″ ouest |                |                |                 | Église Saint-Nicolas de Port-Launay                                       |
| Église Saint-Ergat de Pouldergat                                          | Pouldergat                  |                               | 48° 02′ 36″ nord, 4° 19′ 36″ ouest |                |                |                 | Église Saint-Ergat de Pouldergat                                          |
| Église Saint-Paban de Lababan                                             | Pouldreuzic                 |                               | 47° 57′ 32″ nord, 4° 22′ 58″ ouest | « PA00090310 » | Inscrit        | 1926            | Église Saint-Paban de Lababan                                             |
| Église Saint-Faron de Pouldreuzic                                         | Pouldreuzic                 |                               | 47° 57′ 14″ nord, 4° 21′ 36″ ouest |                |                |                 | Église Saint-Faron de Pouldreuzic                                         |
| Église Saint-Cadoan de Poullan-sur-Mer                                    | Poullan-sur-Mer             |                               | 48° 04′ 50″ nord, 4° 24′ 51″ ouest | « PA00090314 » | Inscrit        | 1932            | Église Saint-Cadoan de Poullan-sur-Mer                                    |
| Église Saint-Pierre-et-Saint-Paul de Poullaouen                           | Poullaouen                  |                               | 48° 20′ 23″ nord, 3° 38′ 35″ ouest | « PA00090316 » | Classé         | 1914            | Église Saint-Pierre-et-Saint-Paul de Poullaouen                           |
| Église Saint-Primel de Primelin                                           | Primelin                    |                               | 48° 01′ 32″ nord, 4° 36′ 36″ ouest |                |                |                 | Église Saint-Primel de Primelin                                           |
| Église Saint-Ouen de Quéménéven                                           | Quéménéven                  |                               | 48° 06′ 55″ nord, 4° 07′ 14″ ouest | « PA00090320 » | Inscrit        | 1969            | Église Saint-Ouen de Quéménéven                                           |
| Église Saint-Chéron de Querrien                                           | Querrien                    |                               | 47° 57′ 35″ nord, 3° 32′ 13″ ouest |                |                |                 | Église Saint-Chéron de Querrien                                           |
| Cathédrale Saint-Corentin de Quimper                                      | Quimper                     |                               | 47° 59′ 44″ nord, 4° 06′ 08″ ouest | « PA00090326 » | Classé         | 1862            | Cathédrale Saint-Corentin de Quimper                                      |
| Église Saint-Alor d'Ergué-Armel                                           | Quimper                     |                               | 47° 59′ 00″ nord, 4° 04′ 12″ ouest | « PA00090323 » | Inscrit        | 1926            | Église Saint-Alor d'Ergué-Armel                                           |
| Église de la Trinité de Kerfeunteun                                       | Quimper                     |                               | 48° 00′ 14″ nord, 4° 05′ 47″ ouest | « PA00090330 » | Classé         | 1915            | Église de la Trinité de Kerfeunteun                                       |
| Église Notre-Dame de Locmaria                                             | Quimper                     |                               | 47° 59′ 18″ nord, 4° 06′ 43″ ouest | « PA00090376 » | Classé Inscrit | 1875 1963 1969  | Église Notre-Dame de Locmaria                                             |
| Église Sainte-Claire de Penhars                                           | Quimper                     |                               | 47° 59′ 20″ nord, 4° 07′ 49″ ouest |                |                |                 | Église Sainte-Claire de Penhars                                           |
| Église Saint-Mathieu de Quimper                                           | Quimper                     |                               | 47° 59′ 45″ nord, 4° 06′ 29″ ouest |                |                |                 | Église Saint-Mathieu de Quimper                                           |
| Église Saint-Pierre-et-Saint-Paul de Quimper                              | Quimper                     |                               | 48° 00′ 15″ nord, 4° 07′ 03″ ouest |                |                |                 | Église Saint-Pierre-et-Saint-Paul de Quimper                              |
| Église Sainte-Bernadette de Quimper                                       | Quimper                     | 10, allée Pierre de Coubertin | 47° 59′ 16″ nord, 4° 07′ 09″ ouest |                |                |                 | Image manquante Téléverser                                                |
| Église Sainte-Thérèse de Quimper                                          | Quimper                     |                               | 47° 59′ 35″ nord, 4° 05′ 31″ ouest |                |                |                 | Église Sainte-Thérèse de Quimper                                          |
| Église Notre-Dame-de-l'Assomption de Quimperlé                            | Quimperlé                   |                               | 47° 52′ 16″ nord, 3° 32′ 53″ ouest |                |                |                 | Église Notre-Dame-de-l'Assomption de Quimperlé                            |
| Église Saint-Colomban de Quimperlé (vestiges)                             | Quimperlé                   |                               | 47° 52′ 24″ nord, 3° 32′ 42″ ouest | « PA00090377 » | Classé Inscrit | 1949            | Église Saint-Colomban de Quimperlé (vestiges)                             |
| Église abbatiale de l'abbaye Sainte-Croix de Quimperlé                    | Quimperlé                   |                               | 47° 52′ 21″ nord, 3° 32′ 42″ ouest | « PA00090381 » | Classé Inscrit | 1840 1926       | Église abbatiale de l'abbaye Sainte-Croix de Quimperlé                    |
| Église Saint-Michel de Quimperlé (détruite)                               | Quimperlé                   |                               | à géolocaliser                     |                |                |                 | Image manquante Téléverser                                                |
| Église Notre-Dame-de-Lorette de Rédené                                    | Rédené                      |                               | 47° 51′ 37″ nord, 3° 27′ 40″ ouest |                |                |                 | Église Notre-Dame-de-Lorette de Rédené                                    |
| Église Notre-Dame du Relecq-Kerhuon                                       | Le Relecq-Kerhuon           |                               | 48° 24′ 29″ nord, 4° 23′ 53″ ouest |                |                |                 | Église Notre-Dame du Relecq-Kerhuon                                       |
| Église Saint-Pierre de Riec-sur-Bélon                                     | Riec-sur-Bélon              |                               | 47° 50′ 35″ nord, 3° 41′ 39″ ouest |                |                |                 | Église Saint-Pierre de Riec-sur-Bélon                                     |
| Église de Pont-Christ                                                     | La Roche-Maurice            |                               | 48° 29′ 16″ nord, 4° 09′ 48″ ouest | « PA00090400 » | Classé         | 1916            | Église de Pont-Christ                                                     |
| Église Saint-Yves de La Roche-Maurice                                     | La Roche-Maurice            |                               | 48° 28′ 23″ nord, 4° 12′ 11″ ouest | « PA00090399 » | Classé         | 1916            | Église Saint-Yves de La Roche-Maurice                                     |
| Église Saint-Éloi de Roscanvel                                            | Roscanvel                   |                               | 48° 18′ 55″ nord, 4° 32′ 54″ ouest |                |                |                 | Église Saint-Éloi de Roscanvel                                            |
| Église Notre-Dame de Croaz Batz                                           | Roscoff                     |                               | 48° 43′ 35″ nord, 3° 59′ 09″ ouest | « PA00090402 » | Classé         | 1886            | Église Notre-Dame de Croaz Batz                                           |
| Église Saint-Audoën de Rosnoën                                            | Rosnoën                     |                               | 48° 15′ 50″ nord, 4° 11′ 43″ ouest |                |                |                 | Église Saint-Audoën de Rosnoën                                            |
| Église Saint-Colomban de Kernével                                         | Rosporden                   |                               | 47° 57′ 31″ nord, 3° 46′ 39″ ouest |                |                |                 | Église Saint-Colomban de Kernével                                         |
| Église Notre-Dame de Rosporden                                            | Rosporden                   |                               | 47° 57′ 34″ nord, 3° 49′ 38″ ouest | « PA00090407 » | Classé         | 1914            | Église Notre-Dame de Rosporden                                            |
| Église Saint-Coulitz de Saint-Coulitz                                     | Saint-Coulitz               |                               | 48° 11′ 25″ nord, 4° 03′ 45″ ouest |                |                |                 | Église Saint-Coulitz de Saint-Coulitz                                     |
| Église Saint-Derrien de Saint-Derrien                                     | Saint-Derrien               |                               | 48° 32′ 52″ nord, 4° 10′ 57″ ouest |                |                |                 | Église Saint-Derrien de Saint-Derrien                                     |
| Église Saint-Divy de Saint-Divy                                           | Saint-Divy                  |                               | 48° 27′ 12″ nord, 4° 20′ 08″ ouest | « PA00135270 » | Inscrit        | 1995            | Église Saint-Divy de Saint-Divy                                           |
| Église Notre-Dame-du-Fresq de Saint-Eloy                                  | Saint-Eloy                  |                               | 48° 21′ 40″ nord, 4° 07′ 21″ ouest |                |                |                 | Église Notre-Dame-du-Fresq de Saint-Eloy                                  |
| Église Saint-Primel de Saint-Évarzec                                      | Saint-Évarzec               |                               | 47° 56′ 12″ nord, 4° 01′ 15″ ouest |                |                |                 | Église Saint-Primel de Saint-Évarzec                                      |
| Église Saint-Guénolé de Saint-Frégant                                     | Saint-Frégant               |                               | 48° 36′ 09″ nord, 4° 22′ 01″ ouest |                |                |                 | Église Saint-Guénolé de Saint-Frégant                                     |
| Église Saint-Pierre de Saint-Goazec                                       | Saint-Goazec                |                               | 48° 09′ 47″ nord, 3° 47′ 00″ ouest |                |                |                 | Église Saint-Pierre de Saint-Goazec                                       |
| Église Saint-Hernin de Saint-Hernin                                       | Saint-Hernin                |                               | 48° 13′ 05″ nord, 3° 38′ 04″ ouest | « PA00090418 » | Inscrit Classé | 1928 1943       | Église Saint-Hernin de Saint-Hernin                                       |
| Église Saint-Jean-Baptiste de Saint-Jean-du-Doigt                         | Saint-Jean-du-Doigt         |                               | 48° 41′ 39″ nord, 3° 46′ 23″ ouest | « PA00090419 » | Classé         | 1862            | Église Saint-Jean-Baptiste de Saint-Jean-du-Doigt                         |
| Église Saint-Jean-Baptiste de Saint-Jean-Trolimon                         | Saint-Jean-Trolimon         |                               | 47° 51′ 56″ nord, 4° 16′ 46″ ouest |                |                |                 | Église Saint-Jean-Baptiste de Saint-Jean-Trolimon                         |
| Église Saint-Méen de Saint-Méen                                           | Saint-Méen                  |                               | 48° 33′ 36″ nord, 4° 15′ 47″ ouest |                |                |                 | Église Saint-Méen de Saint-Méen                                           |
| Église Saint-Nicaise de Saint-Nic                                         | Saint-Nic                   |                               | 48° 12′ 06″ nord, 4° 17′ 01″ ouest | « PA00090423 » | Inscrit        | 1926            | Église Saint-Nicaise de Saint-Nic                                         |
| Église Saint-Tugdual de Saint-Pabu                                        | Saint-Pabu                  |                               | 48° 33′ 49″ nord, 4° 35′ 51″ ouest |                |                |                 | Église Saint-Tugdual de Saint-Pabu                                        |
| Cathédrale Saint-Paul-Aurélien de Saint-Pol-de-Léon                       | Saint-Pol-de-Léon           |                               | 48° 40′ 58″ nord, 3° 59′ 13″ ouest | « PA00090425 » | Classé         | 1840            | Cathédrale Saint-Paul-Aurélien de Saint-Pol-de-Léon                       |
| Église Saint-Pierre de Saint-Pol-de-Léon                                  | Saint-Pol-de-Léon           |                               | 48° 40′ 52″ nord, 3° 58′ 55″ ouest | « PA29000027 » | Inscrit        | 1997            | Église Saint-Pierre de Saint-Pol-de-Léon                                  |
| Église Notre-Dame-de-Liesse de Saint-Renan                                | Saint-Renan                 |                               | 48° 25′ 58″ nord, 4° 37′ 28″ ouest |                |                |                 | Église Notre-Dame-de-Liesse de Saint-Renan                                |
| Église Saint-Rivoal de Saint-Rivoal                                       | Saint-Rivoal                |                               | 48° 20′ 55″ nord, 3° 59′ 47″ ouest |                |                |                 | Église Saint-Rivoal de Saint-Rivoal                                       |
| Église Saint-Sauveur de Saint-Sauveur                                     | Saint-Sauveur               |                               | 48° 26′ 51″ nord, 4° 00′ 19″ ouest |                |                |                 | Église Saint-Sauveur de Saint-Sauveur                                     |
| Église Saint-Séverin de Saint-Ségal                                       | Saint-Ségal                 |                               | 48° 14′ 24″ nord, 4° 03′ 53″ ouest |                |                |                 | Église Saint-Séverin de Saint-Ségal                                       |
| Église Saint-Servais de Saint-Servais                                     | Saint-Servais               |                               | 48° 30′ 42″ nord, 4° 09′ 20″ ouest | « PA00090438 » | Classé         | 1914            | Église Saint-Servais de Saint-Servais                                     |
| Église Sainte-Sève de Sainte-Sève                                         | Sainte-Sève                 |                               | 48° 33′ 30″ nord, 3° 52′ 33″ ouest |                |                |                 | Église Sainte-Sève de Sainte-Sève                                         |
| Église Saint-Éguiner de Loc-Eguiner                                       | Saint-Thégonnec Loc-Eguiner |                               | 48° 28′ 22″ nord, 4° 05′ 39″ ouest | « PA00090070 » | Inscrit        | 1927            | Église Saint-Éguiner de Loc-Eguiner                                       |
| Église Notre-Dame de Saint-Thégonnec                                      | Saint-Thégonnec Loc-Eguiner |                               | 48° 31′ 13″ nord, 3° 56′ 47″ ouest | « PA00090441 » | Classé         | 1886            | Église Notre-Dame de Saint-Thégonnec                                      |
| Église Saint-Exupère de Saint-Thois                                       | Saint-Thois                 |                               | 48° 09′ 54″ nord, 3° 53′ 01″ ouest |                |                |                 | Église Saint-Exupère de Saint-Thois                                       |
| Église Saint-Thomas de Saint-Thonan                                       | Saint-Thonan                |                               | 48° 28′ 45″ nord, 4° 20′ 14″ ouest |                |                |                 | Église Saint-Thomas de Saint-Thonan                                       |
| Église Saint-Thurien de Saint-Thurien                                     | Saint-Thurien               |                               | 47° 57′ 32″ nord, 3° 37′ 31″ ouest |                |                |                 | Église Saint-Thurien de Saint-Thurien                                     |
| Église Saint-Urbain de Saint-Urbain                                       | Saint-Urbain                |                               | 48° 24′ 01″ nord, 4° 13′ 44″ ouest |                |                |                 | Église Saint-Urbain de Saint-Urbain                                       |
| Église Saint-Vougay de Saint-Vougay                                       | Saint-Vougay                |                               | 48° 35′ 37″ nord, 4° 08′ 16″ ouest |                |                |                 | Église Saint-Vougay de Saint-Vougay                                       |
| Église Notre-Dame de Saint-Yvi                                            | Saint-Yvi                   |                               | 47° 58′ 03″ nord, 3° 56′ 01″ ouest | « PA00090444 » | Inscrit        | 1932            | Église Notre-Dame de Saint-Yvi                                            |
| Église Saint-Adrien de Santec                                             | Santec                      |                               | 48° 42′ 14″ nord, 4° 01′ 40″ ouest |                |                |                 | Église Saint-Adrien de Santec                                             |
| Église Sainte-Candide de Scaër                                            | Scaër                       |                               | 48° 01′ 41″ nord, 3° 42′ 00″ ouest |                |                |                 | Église Sainte-Candide de Scaër                                            |
| Église Saint-Pierre de Scrignac                                           | Scrignac                    |                               | 48° 25′ 59″ nord, 3° 40′ 43″ ouest |                |                |                 | Église Saint-Pierre de Scrignac                                           |
| Église Saint-Pierre de Sibiril                                            | Sibiril                     |                               | 48° 39′ 57″ nord, 4° 03′ 50″ ouest |                |                |                 | Église Saint-Pierre de Sibiril                                            |
| Église Saint-Cadou de Sizun                                               | Sizun                       |                               | 48° 22′ 23″ nord, 4° 01′ 12″ ouest | « IA00005789 » | Inscrit        | 2015            | Église Saint-Cadou de Sizun                                               |
| Église Saint-Suliau de Sizun                                              | Sizun                       |                               | 48° 24′ 22″ nord, 4° 04′ 39″ ouest | « PA00090450 » | Classé         | 1943            | Église Saint-Suliau de Sizun                                              |
| Église Saint-Pierre-et-Saint-Paul de Spézet                               | Spézet                      |                               | 48° 11′ 35″ nord, 3° 42′ 59″ ouest |                |                |                 | Église Saint-Pierre-et-Saint-Paul de Spézet                               |
| Église Saint-Pierre de Taulé                                              | Taulé                       |                               | 48° 36′ 14″ nord, 3° 53′ 56″ ouest |                |                |                 | Église Saint-Pierre de Taulé                                              |
| Église Saint-Magloire de Telgruc-sur-Mer                                  | Telgruc-sur-Mer             |                               | 48° 13′ 54″ nord, 4° 21′ 25″ ouest | « PA00090455 » | Inscrit        | 1947            | Église Saint-Magloire de Telgruc-sur-Mer                                  |
| Église Saint-Cornély de Tourch                                            | Tourch                      |                               | 48° 01′ 30″ nord, 3° 49′ 30″ ouest |                |                |                 | Église Saint-Cornély de Tourch                                            |
| Église Saint-Tugdual de Trébabu                                           | Trébabu                     |                               | 48° 22′ 16″ nord, 4° 44′ 10″ ouest |                |                |                 | Église Saint-Tugdual de Trébabu                                           |
| Église Notre-Dame-des-Flots de Léchiagat                                  | Treffiagat                  |                               | 47° 47′ 43″ nord, 4° 16′ 14″ ouest | « PA00090069 » | Inscrit        | 1926            | Église Notre-Dame-des-Flots de Léchiagat                                  |
| Église Saint-Riagat de Treffiagat                                         | Treffiagat                  |                               | 47° 48′ 36″ nord, 4° 15′ 53″ ouest |                |                |                 | Image manquante Téléverser                                                |
| Église Saint-Léonor de Tréflaouénan                                       | Tréflaouénan                |                               | 48° 37′ 40″ nord, 4° 05′ 49″ ouest |                |                |                 | Église Saint-Léonor de Tréflaouénan                                       |
| Église Saint-Pierre de Tréflévénez                                        | Tréflévénez                 |                               | 48° 24′ 56″ nord, 4° 10′ 15″ ouest |                |                |                 | Église Saint-Pierre de Tréflévénez                                        |
| Église Sainte-Ediltrude de Tréflez                                        | Tréflez                     |                               | 48° 37′ 25″ nord, 4° 15′ 40″ ouest |                |                |                 | Église Sainte-Ediltrude de Tréflez                                        |
| Église Saint-Théarnec de Trégarantec                                      | Trégarantec                 |                               | 48° 33′ 05″ nord, 4° 17′ 37″ ouest |                |                |                 | Église Saint-Théarnec de Trégarantec                                      |
| Église Saint-Budoc de Trégarvan                                           | Trégarvan                   |                               | 48° 15′ 06″ nord, 4° 13′ 37″ ouest |                |                |                 | Église Saint-Budoc de Trégarvan                                           |
| Église Saint-Pol-Aurélien de Tréglonou                                    | Tréglonou                   |                               | 48° 33′ 05″ nord, 4° 32′ 16″ ouest |                |                |                 | Église Saint-Pol-Aurélien de Tréglonou                                    |
| Église Saint-Idunet de Trégourez                                          | Trégourez                   |                               | 48° 06′ 25″ nord, 3° 51′ 45″ ouest | « PA00090462 » | Inscrit        | 1927            | Église Saint-Idunet de Trégourez                                          |
| Église Notre-Dame-de-Pitié de Tréguennec                                  | Tréguennec                  |                               | 47° 53′ 42″ nord, 4° 19′ 23″ ouest | « PA00090465 » | Inscrit        | 1927            | Église Notre-Dame-de-Pitié de Tréguennec                                  |
| Église Saint-Marc de Trégunc                                              | Trégunc                     |                               | 47° 51′ 19″ nord, 3° 51′ 09″ ouest |                |                |                 | Église Saint-Marc de Trégunc                                              |
| Église Sainte-Pitère                                                      | Le Tréhou                   |                               | 48° 23′ 38″ nord, 4° 07′ 55″ ouest |                |                |                 | Église Sainte-Pitère                                                      |
| Église Notre-Dame de Trémaouézan                                          | Trémaouézan                 |                               | 48° 30′ 15″ nord, 4° 15′ 17″ ouest | « PA00090476 » | Classé         | 1916            | Église Notre-Dame de Trémaouézan                                          |
| Église Saint-Alour de Tréméoc                                             | Tréméoc                     |                               | 47° 54′ 21″ nord, 4° 12′ 41″ ouest |                |                |                 | Image manquante Téléverser                                                |
| Église Saint-Méen de Tréméven                                             | Tréméven                    |                               | 47° 53′ 56″ nord, 3° 32′ 01″ ouest | « PA00090479 » | Inscrit        | 1939            | Église Saint-Méen de Tréméven                                             |
| Église Saint-Boscat de Tréogat                                            | Tréogat                     |                               | 47° 55′ 13″ nord, 4° 19′ 20″ ouest | « PA29000063 » | Inscrit        | 2008            | Église Saint-Boscat de Tréogat                                            |
| Église Saint-Gouescat de Tréouergat                                       | Tréouergat                  |                               | 48° 29′ 47″ nord, 4° 36′ 10″ ouest |                |                |                 | Église Saint-Gouescat de Tréouergat                                       |
| Église Saint-Pierre-et-Saint-Paul du Trévoux                              | Le Trévoux                  |                               | 47° 53′ 40″ nord, 3° 38′ 23″ ouest |                |                |                 | Église Saint-Pierre-et-Saint-Paul du Trévoux                              |
| Église Saint-Péran de Trézilidé                                           | Trézilidé                   |                               | 48° 36′ 34″ nord, 4° 05′ 15″ ouest |                |                |                 | Église Saint-Péran de Trézilidé                                           |